# Henriëtta van Pee
Henriëtta van Pee (ou Henriette Wolters), née en 1692 à Amsterdam et morte en 1741 à Haarlem, est une peintre du XVIIIe siècle des Provinces-Unies. Elle est connue pour ses portraits et ses copies d'œuvres d'autres peintres, notamment Adriaen van de Velde et Anthony van Dyck.

## Biographie
Henriette van Pee est née en 1692 à Amsterdam. Elle est élève de son père Theodor van Pee (en) et de Le Blond. Selon le RKD elle est la petite-fille de Jan van Pee (en).
L'électeur palatin, Jean Guillaume, le roi de Prusse Frédéric et le tsar Pierre le Grand lui rendait visite, autant pour admirer ses œuvres que pour l'engager à se rendre dans leurs cours. Henriette Wolters, extrêmement attachée à sa famille, à son prince, à sa patrie, étonnait par ses refus ; le roi de Prusse, plus pressant, doubla ses offres, il insista, mais elle répondit au monarque : « Je préfère l'indépendance de mon pays au despotisme du gouvernement de Votre Majesté ; ma patrie m'est trop chère et trop agréable pour la sacrifier au désir d'une vaine gloire. »
Plus tard, elle épouse l'élève de son père, Herman Wolters, et de ce mariage il n'y a pas d'enfant. En 1739, le couple déménage à Haarlem, où ils ont loué des chambres dans le Proveniershuis,où le dramaturge d'Haarlem Pieter Langendijk (en), et le Finlandais géant Daniel Cajanus (en) ont aussi vécu.[réf. souhaitée]
À cette époque, le proveniershof héberge également l'hôtel de ville et est le terminus des diligences à Haarlem : c'est donc un lieu de rencontre public important et une destination populaire pour les voyageurs.
Sa biographie a été écrite par Johan van Gool et Jean-Baptiste Descamps. Elle est considérée comme une peintre remarquablement intelligente par ses contemporains, mais ses œuvres ne sont aujourd'hui pas considérées aussi bonnes qu'elles l'étaient au XVIIIe siècle.
Maria Machteld van Sypesteyn (en) fut son élève.

## Œuvres

### Portraits

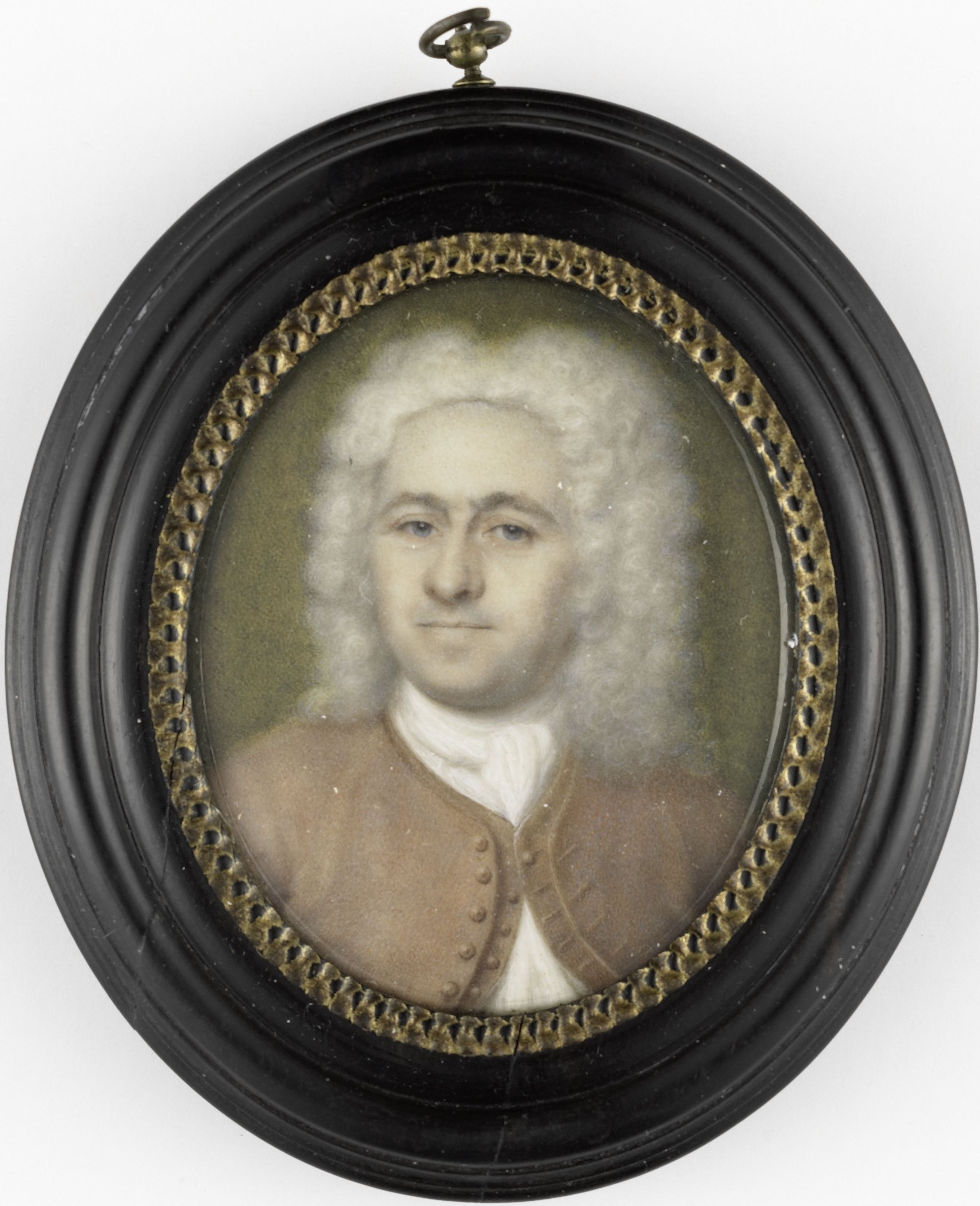
Portrait en miniature de Herman Wolters (1682-1756), réalisé par sa femme Henriëtte Wolters-van Pee en 1726.

Elle réalise les portraits de trois princesses de la suite du tsar Pierre le Grand, qui en reconnaissance lui verse une pension annuelle de 6 000 florins.
En plus du portrait du tsar, elle réalise celui du comte de Lottum, du baron de Vos (un seigneur Saxon), Hasselaër et Rendorp (deux bourgmestres d'Amsterdam), Van Zypesteyn (bourgmestre de Harlem), le portrait d'Arnold de Raat, de son épouse et du peintre Jacques de Wit.

### Copies
Elle exécute des copies d'œuvres d'autres peintres, notamment Adriaen van de Velde et Anthony van Dyck.